# 火眼
火眼（FireEye）是一家公开上市的美国网络安全公司，提供用于应对高级网络威胁的自动威胁取证、及动态恶意软件防护服务，如高级持续性威胁（APT）和鱼叉式网络钓鱼（Spear phishing）。
FireEye成立于2004年，公司总部位于加利福尼亚州米尔皮塔斯。FireEye是第一家由美国国土安全部颁发认证的网络安全公司。
2022年，火眼與McAfee成立了一間網路安全公司，名為Trellix 。